# Ryōko Sekiguchi
Ryōko Sekiguchi (en japonès: 関口 涼子, Sekiguchi Ryōko) (Tòquio, 21 de desembre de 1970) és una poetessa i traductora japonesa. Publica els seus llibres en francès i japonès, llengües amb les que a més treballa com a traductora.
Va estudiar Història del Art a la Sorbona i es va doctorar en literatura comparada i estudis culturals a la Universitat de Tòquio. Ha treballat com a professora a l'Institut national des langues et civilisations orientales (INALCO). Sekiguchi ha rebut nombroses beques de la Fundació Japonesa per a la redacció Arts i el Centre Nacional del Llibre, entre d'altres. Els seus poemes han estat traduïts a l'anglès, coreà, suec i àrab.

## Obres
- Le Club des gourmets et autres cuisines japonaises, P.O.L, 2013.
- Manger fantôme, Argol, coll. Vivres, 2012.
- L'astringent, Argol, coll. Vivres, 2012.
- Ce n'est pas un hasard, Chronique japonaise, P.O.L., 2011.
- Adagio ma non troppo, Le Bleu du ciel, 2007.
- Héliotropes, P.O.L, 2005.
- Deux marchés, P.O.L, 2005.
- Le Monde est rond, amb Suzanne Doppelt i Marc Charpin, Créaphis, 2004.
- Calque, P.O.L, 2001.
- Cassiopée Péca, cipM, 2001.
- Hakkouseï S'Diapositive, Tokio, 2000
- [Com] position, Tokio, 1996
- Cassiopée Péca, 1993